# Saint-Paul-le-Jeune
Saint-Paul-le-Jeune ist eine französische Gemeinde mit 967 Einwohnern (Stand 1. Januar 2022) im Département Ardèche. 

## Geographie
Saint-Paul-le-Jeune liegt zwischen den Flüssen Chassezac und Cèze am Fuße der Cevennen im Süden des Départements. Die nächste größere Stadt ist Alès in etwa 25 Kilometern Entfernung Richtung Süden.

## Bevölkerungsentwicklung
| Jahr                       | 1962 | 1968 | 1975 | 1982 | 1990 | 1999 | 2007 | 2016 |
| -------------------------- | ---- | ---- | ---- | ---- | ---- | ---- | ---- | ---- |
| Einwohner                  | 987  | 847  | 854  | 819  | 862  | 771  | 842  | 983  |
| Quellen: Cassini und INSEE |      |      |      |      |      |      |      |      |